# Berzsenyi Bellaagh Ádám
Berzsenyi Bellaagh Ádám (Stockholm, 1986 –) magyar rendező, színigazgató.

## Életpályája
1986-ban született Stockholmban magyar szülők gyermekeként. Általános iskolai tanulmányait Magyarországon végezte, összesen tíz évet élt Stockholmban. 2008-ban szerzett diplomát Londonban, a University of the Arts, Central Saint Martins Collage of Art and Design rendező szakán. Ezt követően rendezőként és fordítóként dolgozott Svédországban, Nagy-Britanniában, Magyarországon, Svájcban és az Egyesült Államokban. 2013-tól a Budaörsi Latinovits Színház művészeti vezetője, rendezője. 2018-tól az intézmény igazgatója. 2023-ban újabb ötéves megbízatást kapott.

## Rendezései
- Lionel Shriver: Beszélnünk kell Kevinről – 2022/2023
- Hubert Selby Jr.: Rekviem egy álomért – 2021/2022
- Holger Schober: Apa Anya Fiú Lány – 2019/2020
- L. Caragiale: Karnebál – 2018/2019
- John Steinbeck: Egerek és emberek – 2017/2018
- Thomas Middleton – William Rowley: Maskarák – 2016/2017
- William Shakespeare: Rómeó és Júlia – 2015/2016
- August Strindberg: Julie kisasszony (rendező, rendező) – 2015/2016
- Harold Pinter: Hazatérés – 2014/2015
- Friedrich Schiller: Ármány és szerelem – 2014/2015
- Szálinger Balázs: Becsvölgye (Csabi, Alföldről jött férfi) – 2013/2014
- Ízlések és pofonok (társrendező) – 2013/2014
- Max Frisch: Játék az életrajzzal – 2013/2014
- Sven Delblanc: Álarcosbál (fordító, rendező) – 2012/2013
- Szophoklész: Antigoné – 2012/2013
- Mark Ravenhill: A Termék (fordító, rendező) – 2010/2011
- Ruth de Gooijer: Koromfekete – 2010/2011